# بوب شايفر
بوب شايفر (بالإنجليزية: Bob Schaefer) هو لاعب كرة قاعدة أمريكي، ولد في 22 مايو 1944 في Putnam, Connecticut ‏ في الولايات المتحدة.